# Barylambdidae
Barylambdidae es una familia extinta de mamíferos pantodontos que vivió durante el Paleoceno en América del Norte. Como todos los pantodontos, los Barylambdidae fueron plantígrados con cinco dedos en cada pie y con el cuerpo masivo.